# Golema Njiva
Golema Njiva (en serbe cyrillique : Голема Њива) est un village de Serbie situé sur le territoire de la Ville de Leskovac, district de Jablanica. Au recensement de 2011, il comptait 67 habitants.

## Démographie
| 1948 | 1953 | 1961 | 1971 | 1981 | 1991 | 2002 | 2011 |
| ---- | ---- | ---- | ---- | ---- | ---- | ---- | ---- |
| 590  | 569  | 552  | 439  | 303  | 210  | 118  | 67   |

|  |